# The Believer (magazine)
 (août 2018).
Si vous disposez d'ouvrages ou d'articles de référence ou si vous connaissez des sites web de qualité traitant du thème abordé ici, merci de compléter l'article en donnant les références utiles à sa vérifiabilité et en les liant à la section « Notes et références ».
Pour les articles homonymes, voir The Believer.
The Believer est un magazine américain bimestriel d'interviews, d'essais et de critiques. Fondé par les écrivains Heidi Julavits, Vendela Vida et Ed Park en 2003, le magazine a été cinq fois finaliste pour le National Magazine Award, avec des contributions de personnalités littéraires telles que Hilton Als, Anne Carson, Nick Hornby, Susan Straight et William T. Vollmann aussi bien que de talents émergents, qui ont fait leurs preuves dans le magazine, notamment Eula Biss, Gideon Lewis-Kraus, Leslie Jamison, Rachel Kaadzi Ghansah, Kent Russell et Rivka Galchen. 
Entre 2003 et 2015, The Believer a été publié par McSweeney's, la presse indépendante fondée en 1998 par Dave Eggers. C'est Eggers qui a conçu le modèle de design original du Believer. Park a quitté The Believer en 2011, Julavits et Vida continuant en tant que rédacteurs en chef. En 2017, le magazine a trouvé un nouvel éditeur, passant de McSweeney's au Beverly Rogers, Carol C. Harter Black Mountain Institute, un centre littéraire international hébergé par l'Université du Nevada, à Las Vegas. The Believer est actuellement édité par Joshua Wolf Shenk. 

## Aperçu
Publié pour la première fois en avril 2003, le magazine littéraire a été publié à San Francisco par un groupe d'amis qui avaient l'intention de « se concentrer sur les écrivains et les livres que nous aimons », avec un clin d'œil au concept du Bien inhérent. L'édition imprimée a d'abord été publiée mensuellement. De fin 2007 à septembre 2014, le magazine imprimé est sorti 9 fois par an, y compris les numéros annuels sur l'art, la musique et le cinéma qui comportaient parfois un encart sur CD ou DVD. En 2005, elle était publiée à 15 000 exemplaires pour ses numéros réguliers. 
The Believer est un magazine, comme l'écrit sa co-éditrice Heidi Julavits, qui exhorte les lecteurs et les écrivains à « aller au-delà de leurs notions habituelles de ce qui est accessible ou possible ». Le critique Peter Carlson a fait l'éloge des essais du magazine en les qualifiant d' « étonnants mais délicieusement bizarres ». Ses critiques de livres peuvent évaluer des écrivains d'autres époques et des entrevues avec des écrivains, des artistes, des musiciens et des réalisateurs souvent menées par des collègues dans leur domaine. Le rédacteur en chef de Ploughshares, Don Lee, l'a qualifié de « magazine littéraire utopique. C'est le genre de chose dont tout le monde rêve - avoir ce personnel de qualité à bord ». Dans The New York Times, A.O. Scott décrit le magazine comme faisant partie d'une « lutte générationnelle contre la paresse et le cynisme, pour élever à nouveau les bannières de l'enthousiasme créatif et de l'engagement intellectuel », notant son « cadre de référence cosmopolite et un internationalisme éclectique », mélangeant les genres pop avec la théorie littéraire.

## Contenu
Le magazine comprend plusieurs articles de fond dans chaque numéro, mais il s'appuie également sur un ensemble de chroniques récurrentes. Les rubriques passées et récurrentes comprennent Sedaratives, une rubrique de conseils fondée par Amy Sedaris qui accueille un collaborateur invité à chaque numéro, comme Buck Henry, Eugene Mirman et Thomas Lennon ; Stuff I've Been Reading de Nick Hornby, un mélange de discussions de livres et de réflexions ; Real Life Rock Top Ten : A Monthly Column of Everyday Culture and Found Objects, écrit par Greil Marcus ; What the Swedes Read, par Daniel Handler, qui examine le travail des lauréats du prix Nobel ; et Musin's and Thinkin's, par Jack Pendarvis. Tous les numéros comprennent un article de deux pages en plusieurs couleurs appelé Schema, dont le thème va des Croquis médico-légaux des criminels littéraires aux Habitats des chaînes régionales de burgers.

## Illustration
On trouve des illustrations et des dessins humoristiques tout au long du magazine. Jusqu'à la fin de 2014, les illustrations de couverture de tous les numéros réguliers ont été réalisées par Charles Burns, tandis que la plupart des autres portraits et dessins au trait sont de Tony Millionaire (succédant à Gilbert Hernandez à partir du cinquième numéro). La bande dessinée en quatre couleurs de Michael Kupperman a paru dans de nombreux numéros et, dans la plupart des fascicules, une série d'images d'un artiste donné est présentée sous forme d'illustrations ponctuelles tout au long des articles, comme on en voit dans The New Yorker. The Believer a lancé une section BD dans le numéro sur l'art de 2009, édité par Alvin Buenaventura, qui comprend des bandes dessinées d'Anders Nilsen, Lilli Carré, Simon Hanselmann et Matt Furie. Ces bandes dessinées sont exclusives à l'édition imprimée du magazine.

## Livres et récompenses duBeliever
McSweeney's a publié un certain nombre de livres sous la marque The Believer Books, comme The Polysyllabic Spree (2004), Housekeeping vs. The Dirt (2006), Shakespeare Wrote for Money (2008), et More Baths Less Talking (2012), compilations d'articles de la rubrique Stuff I've Been Reading de Nick Hornby. D'autres titres comprennent Magic Hours de Tom Bissell (2012), A Very Bad Wizard de Tamler Sommers : Morality Behind the Curtain (2009), et des anthologies d'essais et d'interviews dont Read Hard (2009) et Read Harder (2014), The Believer Book of Writers Talking to Writers (2008), Always Apprentices (2013), et Confidence, or the Appearance of Confidence (2014).
Depuis 2005, le Believer Book Award récompense chaque année des romans et des recueils d'histoires que les rédacteurs du magazine considèrent comme étant « les plus forts et les moins appréciés » de l'année. Une liste restreinte et une liste longue sont annoncées, ainsi que les favoris des lecteurs, puis un gagnant final est sélectionné par les rédacteurs en chef du magazine. En 2011, le Believer Poetry Award a été inauguré sur le même modèle. Depuis 2015, les sélections de livres préférés des éditeurs ont été compilées et annotées sur The Believer Logger.